# Dicranomyia wirthiana
Dicranomyia wirthiana är en tvåvingeart som först beskrevs av Alexander 1970.  Dicranomyia wirthiana ingår i släktet Dicranomyia och familjen småharkrankar.
Artens utbredningsområde är Dominica. Inga underarter finns listade i Catalogue of Life.